# 1184 Gaea
1184 Gaea är en asteroid i huvudbältet som upptäcktes den 5 september 1926 av den tyske astronomen Karl Wilhelm Reinmuth. Asteroidens preliminära beteckning var 1926 RE. Den fick senare namn efter den grekiska mytologins moder jord, Gaia.
Asteroiden har en diameter på ungefär 12 kilometer och har en rotationstid beräknats till 2,87 timmar.
Gaeas senaste periheliepassage skedde den 14 januari 2022.